# На околиці (Шевченко)
На околиці — малюнок Шевченка з альбому 1845 року (зворот аркушу 18). Акварель.
В літературі згадується під назвами: «Крестьянская хата в Переяславском уезде. 1844» та «Пейзаж».